# Scarabaeus babori
Scarabaeus babori is een keversoort uit de familie bladsprietkevers (Scarabaeidae). De wetenschappelijke naam van de soort werd voor het eerst geldig gepubliceerd in 1934 door Balthasar.